# 1976年の鉄道
1976年の鉄道（1976ねんのてつどう）とは、1976年（昭和51年）に起こった鉄道関係の出来事をまとめたページである。
1975年の鉄道 - 1976年の鉄道 - 1977年の鉄道

## 出来事の一覧

### 1月
- 1月11日
  -  韓国韓国鉄道公社
    - （新駅開業）  逍遥山駅（京元線 東豆川駅 - 哨城里駅間）
- 1月26日
  - 日本国有鉄道
    - （複線化）  常磐線 広野駅 - 木戸駅間 (5.4km)

### 2月
- 2月15日
  - 名古屋鉄道
    - （路線廃止）  瀬戸線 堀川駅 - 東大手駅[注 1]間
    - （駅廃止）  堀川駅、本町駅、大津町駅（瀬戸線）
    - （営業休止） 瀬戸線 東大手駅 - 土居下駅（地下化工事のため。1978年8月19日まで）
- 2月23日
  - 日本国有鉄道
    - （複線化）  常磐線 大野駅 - 双葉駅間 (5.8km)

### 3月
- 3月1日
  - 日本国有鉄道
    - （延伸開業）  武蔵野線 鶴見駅 - 新鶴見操車場 - 府中本町駅間 (28.8km)
    - （新駅開業）  梶ヶ谷貨物ターミナル駅（武蔵野線 新鶴見信号場 - 府中本町駅間）
- 3月2日
  - 日本国有鉄道
    - 追分機関区入換用の9600形が定期仕業を終了。保存用以外の全蒸気機関車が退役となる。
- 3月7日
  - 豊橋鉄道
    - （路線廃止）  柳生橋支線 新川停留場 － 柳生橋駅間
    - （駅廃止）  中柴停留場、松山停留場（柳生橋支線）

### 4月
- 4月1日
  - 仙台市交通局（仙台市電）[注 2]
    - （路線廃止）  循環線 仙台駅前停留場 - 中央三丁目停留場 - 大学病院前停留場 - 花京院停留場 - 仙台駅前停留場間
    - （路線廃止）  長町線 中央三丁目停留場 － 長町駅前停留場間
    - （路線廃止）  八幡町線 大学病院前停留場 － 八幡神社前停留場間
    - （路線廃止）  原の町線 花京院停留場 － 原町駅前停留場間
    - （駅廃止）  仙台駅前停留場、郵政局前停留場、一番町郵便局前停留場、高等裁判所前停留場、片平一丁目検察庁前停留場、大町西公園前停留場、市民会館前停留場、交通局前停留場、木町通二丁目停留場、二日町停留場、県庁市役所前停留場、レジャーセンター前停留場、錦町停留場、中央一丁目停留場（循環線）
    - （駅廃止）  中央三丁目停留場（循環線、長町線）
    - （駅廃止）  大学病院前停留場（循環線、八幡町線）
    - （駅廃止）  花京院停留場（循環線、原の町線）
    - （駅廃止）  鉄道管理局前停留場、五ツ橋停留場、荒町日赤病院前停留場、愛宕橋停留場、石垣町停留場、舟丁停留場、河原町停留場、広瀬橋停留場、長町一丁目停留場、長町三丁目停留場、長町支所前停留場、長町駅前駅（長町線）
    - （駅廃止）  厚生病院前停留場、八幡一丁目停留場、八幡二丁目停留場、八幡神社前停留場（八幡町線）
    - （駅廃止）  小田原一丁目停留場、常盤木学園前停留場、小田原二丁目停留場、榴ヶ岡気象台前停留場、総合グランド宮城野中学校前停留場、五輪一丁目国立病院入口停留場、五輪二丁目停留場、原町駅前停留場（原の町線）

  - 遠州鉄道
    - （貨物営業廃止） 鉄道線 新浜松駅 - 西鹿島駅間
    - （駅廃止・信号場化）遠州浜松信号場←遠州浜松駅（鉄道線）

  - 近畿日本鉄道
    - （路線廃止）  八王子線 西日野駅 - 伊勢八王子駅間（集中豪雨のため1974年7月25日から休止）
    - （駅廃止） 室山駅、伊勢八王子駅（八王子線）

  - 京都市交通局（京都市電）[注 3]
    - （路線廃止）  今出川線 白梅町停留場 - 銀閣寺道停留場間
    - （路線廃止）  白川線 銀閣寺道停留場 － 天王町停留場間
    - （路線廃止）  丸太町線 天王町停留場 － 円町停留場間
    - （駅廃止） 　北野紙屋川町停留場、北野停留場、上七軒停留場、千本今出川停留場、今出川浄福寺停留場、今出川大宮停留場、今出川堀川停留場、今出川森町停留場、烏丸今出川停留場、同志社前停留場、加茂大橋停留場、関田町停留場、農学部前停留場、北白川停留場（今出川線）
    - （駅廃止） 　浄土寺停留場、錦林車庫前停留場、真如堂道停留場（白川線）
    - （駅廃止） 　岡崎通停留場、丸太町新道停留場、川端丸太町停留場、裁判所前停留場、烏丸丸太町停留場、府庁前停留場、堀川丸太町停留場、丸太町智恵光院停留場、千本丸太町停留場、丸太町七本松停留場、丸太町御前通停留場（丸太町線）
    - （駅廃止） 　銀閣寺道停留場（今出川線、白川線）
    - （駅廃止） 　天王町停留場（白川線、丸太町線）
- 4月4日
  - 名古屋鉄道
    - （延伸開業）  知多新線 知多奥田駅 - 野間駅間 (1.7km)
    - （新駅開業）  野間駅
- 4月8日
  - 相模鉄道
    - （新線開業）  いずみ野線 二俣川駅 - いずみ野駅間 (6.0km)
    - （新駅開業）  南万騎が原駅、緑園都市駅、弥生台駅、いずみ野駅
- 4月26日
  - 日本国有鉄道
    - （延伸開業）  岡多線（現・愛知環状鉄道線） 北野桝塚駅 - 新豊田駅間 (10.8km)
    - （新駅開業）  中岡崎駅、三河上郷駅、永覚駅、三河豊田駅、新豊田駅

### 5月
- 5月6日
  - 東京都交通局
    - （延伸開業）  地下鉄6号線（現・三田線） 高島平駅 - 西高島平駅間 (1.5km)
    - （新駅開業）  新高島平駅、西高島平駅

### 6月
- 6月1日
  - 日本国有鉄道
    - （信号場開設）  土井崎信号場（長崎本線 肥前大浦駅 - 小長井駅間）
- 6月6日
  - 日本国有鉄道
    - （電化） 長崎本線 鳥栖駅 - 市布駅 - 長崎駅間 (125.3km・交流20,000V・60Hz)
    - （電化） 佐世保線 肥前山口駅 - 佐世保駅間 (48.8km・交流20,000V・60Hz)
- 6月10日
  - 札幌市営地下鉄
    - （新線開業）  東西線 琴似駅 - 白石駅間 (9.9km)
    - （新駅開業）  琴似駅、二十四軒駅、西28丁目駅、円山公園駅、西18丁目駅、西11丁目駅、バスセンター前駅、菊水駅、東札幌駅、白石駅

### 7月
- 7月16日
  - 日本国有鉄道
    - （複線化）  羽越本線 坂町駅 - 平林駅間 (3.6km)

### 9月
- 9月1日
  - 東武鉄道
    - （駅名改称）  坂戸駅 ← 坂戸町駅（東上本線、越生線）
- 9月4日
  - 横浜市営地下鉄
    - （延伸開業）  1号線 上永谷駅 - 上大岡駅間 (2.8km)
    - （新駅開業）  上永谷駅、港南中央駅
    - （延伸開業）  1号線、3号線 伊勢佐木長者町駅 - 横浜駅間 (3.5km)
    - （新駅開業）  関内駅、桜木町駅、高島町駅
- 9月8日
  - 日本国有鉄道
    - （複線化）  羽越本線 府屋駅 - 鼠ケ関駅間 (5.1km)
- 9月20日
  - 日本国有鉄道
    - （路線廃止）  武蔵野線貨物支線（下河原線） 北府中駅 - 下河原駅間
    - （駅廃止） 下河原駅（武蔵野線）
- 9月29日
  - 日本国有鉄道
    - （複線化）  日豊本線 東中津駅 - 今津駅間 (3.4km)

### 10月
- 10月1日
  - 日本国有鉄道
    - （路線廃止）  函館本線貨物支線 東札幌駅 - 月寒駅間
    - （駅廃止） 月寒駅（函館本線）

  - 東武鉄道
    - （路線廃止）  仙石河岸線 西小泉駅 - 仙石河岸駅間
    - （駅廃止） 仙石河岸駅（仙石河岸線）
- 10月15日
  - 東京急行電鉄（現・東急電鉄）
    - （延伸開業）  田園都市線 すずかけ台駅 - つきみ野駅間 (2.3km)
    - （新駅開業）  南町田駅（現・南町田グランベリーパーク駅）、つきみ野駅

  - 京浜急行電鉄
    - （駅名改称）  新馬場駅 ← 北馬場・南馬場駅（本線。上り線は旧2駅のホームを統合）

### 11月
- 11月9日
  -  フランス メトロ
    - （新線開業） 13号線 シャンゼリゼ＝クレマンソー駅 - アンヴァリッド駅間 (4.1km)
    - （新駅開業）  シャティヨン＝モンルージュ駅
- 11月25日
  - 伊豆箱根鉄道
    - （昇圧） 大雄山線 (直流600V→直流1,500V)

### 12月
- 12月1日
  - 日本国有鉄道
    - （駅名改称）  別海駅 ← 西別駅（標津線支線）[1]
- 12月23日
  - 小湊鉄道
    - （新駅開業）  光風台駅（小湊鉄道線 上総山田駅 - 馬立駅間）

  - 高松琴平電気鉄道
    - （昇圧） 長尾線 (直流600V→直流1,500V)
- 12月31日
  -  ハンガリー ブダペスト交通会社
    - （新線開業） 3号線 デアーク・フェレンツ広場駅 - ナジヴァーラド広場駅間 (4.1km)
    - （新駅開業）  フェレンツィエク広場駅、カールヴィン広場駅、コルヴィン街区駅、クリニカーク駅、ナジヴァーラド広場駅

## 主なダイヤ改正
- 3月1日
  - 西武鉄道
- 3月18日
  - 近畿日本鉄道
- 4月12日
  - 名古屋鉄道
- 7月1日
  - 日本国有鉄道
- 8月30日
  - 名古屋鉄道
- 10月1日
  - 名古屋鉄道
- 11月1日
  - 名古屋鉄道

## 災害・不通・事故・事件など

### 8月
- 8月1日
  - 高松琴平電気鉄道
    - （事故） 志度線今橋駅付近で上下の電車が正面衝突する事故が発生（高松琴平電鉄志度線列車正面衝突事故）。

### 9月
- 9月4日
  - 日本国有鉄道
    - （事故） 東海道本線で京阪100年号事故発生
- 9月8日
  - 名古屋鉄道
    - （災害・不通） 知多新線 （台風17号による集中豪雨のため）[2]
- 9月10日
  - 名古屋鉄道
    - （運転再開） 知多新線（台風17号のため9月8日から不通）[2]

### 10月
- 10月2日
  - 日本国有鉄道
    - （事故） 函館本線駒ヶ岳駅 - 姫川駅間で貨物列車が脱線転覆する事故が発生（函館本線駒ヶ岳貨物列車過速度脱線転覆事故

## 鉄道車両

### 新系列・新形式
- 日本国有鉄道
  - オロネ25形客車
  - ケ10形貨車
  - ヤ550形貨車
  - タキ29100形貨車
  - タキ29300形貨車
  - タキ30100形貨車
  - タキ40000形貨車
  - チキ80000形貨車
  - シキ850形貨車
  - ホキ34200形貨車

- 上信電鉄
  - 1000形電車
- 名古屋鉄道
  - 6000系電車
- 名古屋市交通局
  - 3000形電車
- 阪急電鉄
  - 6000系電車
- 神戸市交通局
  - 1000形電車
- 山陽電気鉄道
  - 2300系電車
- 中華人民共和国鉄道部
  - 東方紅3型ディーゼル機関車
- 朝鮮民主主義人民共和国
  - 主体号
- ギリシャ国鉄
  - AA.6451形気動車
- チューリッヒ市交通局
  - Be 4/6形電車
- フランス国鉄
  - BB7200形電気機関車
- - GE Dash 7

### 譲渡形式
- 栗原電鉄 ← 西武鉄道
  - M17形電車
- 名古屋鉄道 ← 札幌市交通局
  - モ870形電車
- 高松琴平電気鉄道 ← 山形交通
  - 740・780形電車
- 筑豊電気鉄道 ← 西日本鉄道
  - 2000形電車
- 長崎電気軌道 ← 仙台市交通局
  - 1050形電車

### 消滅形式
- 日本国有鉄道
  - シ10形貨車
  - ホキ1形貨車（2代）
  - タ1150形貨車
  - タム22000形貨車
  - タキ900形貨車
  - タキ1600形貨車（2代）
  - タキ4700形貨車
  - シキ400形貨車
- 阪急電鉄
  - 阪急210系電車

### 受賞
- 第19回ブルーリボン賞 - 阪急電鉄 6300系電車
- 第16回ローレル賞 - 日本国有鉄道 キハ66・67系気動車、東京急行電鉄 8500系電車、富士急行 5000形電車